# Jin Yuandi

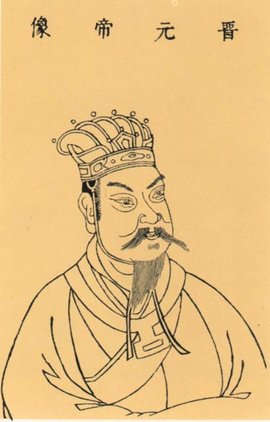
Jin Yuandi

Jin Yuandi chinesisch 晉元帝 / 晋元帝, Pinyin Jìn Yuándì bzw. Sima Rui chinesisch 司马睿, Pinyin Sīmǎ Ruì, (* 276 oder 277; † 3. Januar 323) war chinesischer Kaiser der Jin-Dynastie von 317 bis 322 und Begründer der Östlichen Jin-Dynastie.
Sima Rui wurde im heutigen Wenxian (heutige Provinz Henan) geboren. Er war Sohn von Sima Jin und Großenkel von Sima Yi. Er wurde nach dem Tod seines Vaters bereits in sehr jungen Jahren König von Langya. Im Jahre 307 wurde er zum Militärgouverneur von Andong ernannt und bekam somit die Kontrolle über alle Angelegenheiten des Militärs in Jiangnan und Yangzhou. Nach Anraten von Wang Dao verlegte er seinen Sitz nach Jianye (313 nach Jiankang umbenannt, heutiges Nanjing) und brachte mit Hilfe einflussreicher Familienclans die Regionen am Mittel- und Unterlauf des Jangtsekiang sowie im Einzugsgebiet des Perlflusses unter Kontrolle. Nachdem die Westliche Jin-Dynastie ausgelöscht worden war, nahm er im März 317 die Kaiserwürde an, begründete damit die Östliche Jin-Dynastie und machte Jiangkang zu seiner Hauptstadt.
Obwohl Sima Rui die Kaiserwürde angenommen hatte, war sein Ansehen schlecht und seine Macht begrenzt. Darüber hinaus fehlte es ihm an persönlicher Begabung. Er erhob deshalb Wang Dao in die wichtigsten Ämter seiner Regierung. Wang Daos Strategie war es, die Unterstützung der einflussreichen Familienclans zu gewinnen, wodurch die Autorität des Kaisers gefestigt und die Sicherheit im Land hergestellt wurde. Sima Rui ernannte Wang Dao zum Kanzler, weitere Personen aus dem Wang-Clan bekamen ebenfalls hohe Positionen in der kaiserlichen Verwaltung, allen voran Wang Dun, der Militärgouverneur für sechs Präfekturen wurde. Sima Ruis Vorschlag, Wang Dao solle bei Thronbesteigungszeremonien mit ihm gemeinsam den Thron besteigen, lehnte Wang Dao aber ab. Trotzdem galt das Land als von den Sima- und Wang-Clans gemeinsam regiert.
Mit der Zeit war Sima Rui mit dieser Situation jedoch unzufrieden und beschloss, den Einfluss des Wang-Clans zu beschneiden. Er ließ seine Vertrauten Liu Huai und Diao Xie eine Armee aufstellen, um die Macht des Wang-Clans zu brechen. Wang Dun erfuhr davon und zog von Wuchang (heutiges Echeng, Provinz Hubei) gegen Liu und Diao, eroberte die Hauptstadt Jiankang und tötete Diao. Auf Vermittlung von Wang Dao zog Wang Dun seine Truppen zurück und überließ Wang Dao die Regierungsgeschäfte.
Sima Rui verfiel in Agonie, als er feststellte, dass die Macht des Wang-Clans nicht so leicht zu brechen sein würde. Unter seinen hohen Beamten war er sich nur der Loyalität von Situ Xunzu sicher. Er berief ihn deshalb zum Oberbefehlshaber der Streitkräfte und Mentor des Kronprinzen Sima Yang, um auf diese Art Wang Daos Einfluss zu begrenzen. Situ und Sima Rui verstarben jedoch kurz darauf.